# Лятно
Ля́тно (болг. Лятно) — село в Шуменській області Болгарії. Входить до складу общини Каолиново.

## Населення
За даними перепису населення 2011 року у селі проживали 564 особи.
Національний склад населення села:
| Національність   | Кількість осіб | Відсоток |
| ---------------- | -------------- | -------- |
| турки            | 299            | 54,8 %   |
| цигани           | 234            | 42,9 %   |
| болгари          | 9              | 1,6 %    |
| інша             | 0              | 0 %      |
| не визначились   | 4              | 0,7 %    |
| Всього відповіли | 546            |          |

Розподіл населення за віком у 2011 році:
Динаміка населення: